# Cràter d'Eagle Butte
El cràter d'Eagle Butte te un diàmetre d'uns 17 km. Té una elevació central amb un radi de 2,5 km, envoltada d'una fossa de 2km d'amplada i una vora de fractura d'aproximadament 4 km d'amplada. Així doncs, càlculs posteriors apunten a que el sòl del fossat estava, com a mínim, 180 m per sota, i la part superior de l'elevació central més de 200 m per sobre de la superfície regional. Però, la vora del costat nord-est del cràter es va elevar fins a una altura d'almenys 120 m.